# Vall de Cardós
|  | Aquest article és sobre el terme municipal d'aquest nom. Per a la vall homònima, vegeu Vall de Cardós (vall). |

Vall de Cardós és un municipi de la comarca del Pallars Sobirà. Anteriorment anomenat la Vall de Cardós, el 1989 va canviar el nom traient l'article. La vila de Ribera de Cardós exerceix de cap de municipi. El nom d'aquest municipi no és del tot apropiat a la realitat geogràfica, ja que la Vall de Cardós és força més extensa i abraça dos termes municipals més: Esterri de Cardós i Lladorre. El nom aprovat per l'Institut d'Estudis Catalans és el de Ribera de Cardós.
L'actual terme municipal és fruit de la fusió dels antics termes municipals d'Estaon i Ribera de Cardós. La capitalitat del municipi està exercida per la vila de Ribera de Cardós. El municipi ocupa una part important de la Vall de Cardós, de la qual pren el nom, i inclou els pobles d'Ainet de Cardós, Anàs, Bonestarre, Cassibrós, Estaon, Lladrós, Ribera de Cardós i Surri.
El terme municipal de Vall de Cardós està situat en el centre del terç nord de la comarca del Pallars Sobirà, i té l'accés des de la població de Llavorsí.

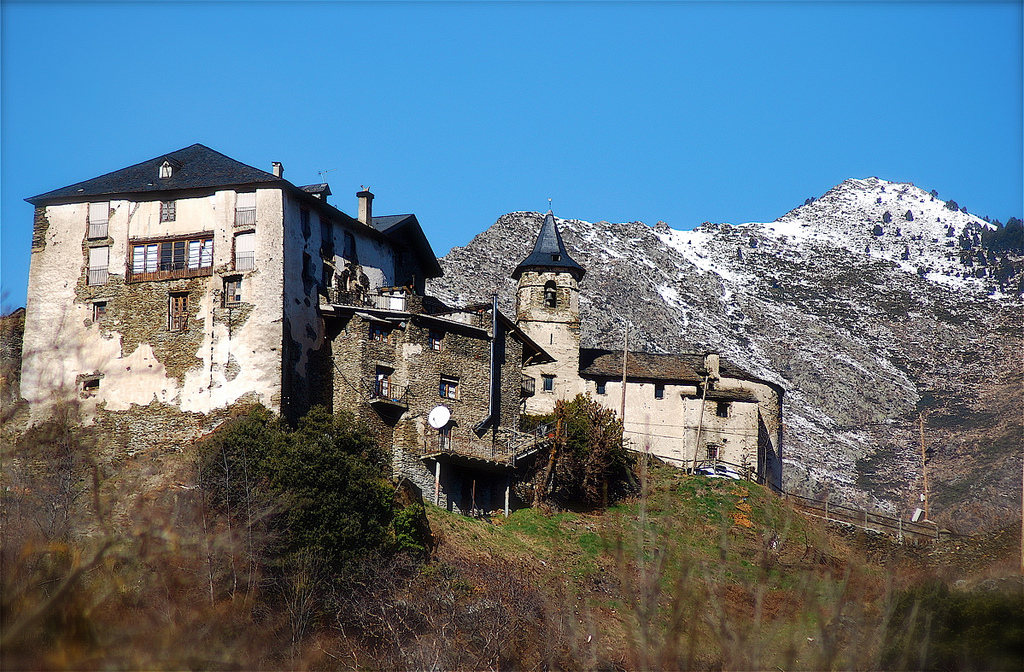
Surri des de Ribera de Cardós

## Etimologia
És un topònim antic, pel que fa a la vall, però molt recent quant al terme municipal que designa. En agrupar-se una part dels antics ajuntaments de la vall -en quedaren fora el d'Esterri de Cardós i el de Lladorre- van agafar el nom de la vall per a tot el terme fruit de l'agregació.

## Geografia
- Llista de topònims de Vall de Cardós (Orografia: muntanyes, serres, collades, indrets..; hidrografia: rius, fonts...; edificis: cases, masies, esglésies, etc).

Termes municipals limítrofs:
| La Guingueta d'Àneu |        | Lladorre          |
| La Guingueta d'Àneu |        | Esterri de Cardós |
| Llavorsí            | Tírvia | Alins             |

### Entitats de població
| Entitat de població | Habitants (2023) |
| Ribera de Cardós    | 193              |
| Ainet de Cardós     | 72               |
| Lladrós             | 33               |
| Anàs                | 25               |
| Cassibrós           | 24               |
| Estaon              | 23               |
| Surri               | 16               |
| Bonestarre          | 4                |
| Font: Idescat       |                  |

## Història

### Història moderna

#### Els alcaldes
- Salvador Abrié i Bochaca (1979 - 1999)
- Rosa Maria Pla i Boixareu (1999 - 2003)
- Llorenç Sánchez i Abrié (2003 - 2023)
- Joel Baró i Mas (2023 - actualitat)[2]

#### Els regidors
Des de la instauració de les eleccions municipals democràtiques, el 1979, han estat regidors de Vall de Cardós les persones següents: Salvador Abrié Bochaca, Joaquim Arnalot Barado, Enric Baró Babot, Manuel Baró Lleset, Ignasi Blasi Vidal, Joan Bringué Sala, Pere Bringueret Picolo, Joan Castellà Caminal, Josep Delamoga Duran, Raimon Delamoga Farràs, Joan Esplandiu Carrabina, Lluís Esplandiu Carrabina, Josep Maria Ferrer Esplandiu, Josep Maria Florido Florido, Jacint Gabriel Torres, Xavier Tomàs González Marrot, Josep Isús Nofre, Josep Lamora Ros, Josep Maria Lamora Sevilla, Pere Lladós Orteu, Eulogi López Otero, Àngel Marquès Ticó, Josep Marquès Espot, Manuel Marquès Espot, Joan Montaña Lleset, Felip Ortega Bautista, Òscar Ortega Lladós, Maria Rosa Pedescoll Bagaria, Joan Pedrico Pedrico, Salvador Perot Llauet, Rosa Maria Pla Boixareu, Josep Quero Brechal, Llorenç S. Sánchez Abrié, Esteve Sarroca Soca, Josep Solé Pedrico-Lladós, Manel Ticó Piñana, Alfons Tomàs Casimiro i Josep Tomàs Tico.

#### Legislatura2011-2015
| Candidatura | Candidatura | Cap de llista         | Vots | Regidors | % vots |
| ----------- | ----------- | --------------------- | ---- | -------- | ------ |
|             | CiU         | Llorenç Sánchez Abrié | 147  | 4        | 60,74  |
|             | PSC-PM      | Josep Quero Brechal   | 90   | 3        | 37,19  |
| Total       | Total       | 244                   | 244  | 7        |        |

- Llorenç Sánchez Abrié (CiU), Alcalde
- Joan Montaña Lleset (CiU), Regidor
- Josep Maria Lamora Sevilla (CiU), Regidor
- Ignasi Blasi Vidal (CiU), Regidor
- Josep Quero Brechal (PSC-PM), Regidor
- Òscar Ortega Lladós (PSC-PM), Regidor
- Enric Baró Babot (PSC-PM), Regidor.

## Demografia
| 1497 f | 1515 f | 1553 f | 1717 | 1787 | 1857  | 1877 | 1887 | 1900 | 1910 |
| ------ | ------ | ------ | ---- | ---- | ----- | ---- | ---- | ---- | ---- |
| 42     | 41     | 44     | 633  | 435  | 1.043 | 766  | 758  | 688  | 523  |

| 1920 | 1930 | 1940 | 1950 | 1960 | 1970 | 1981 | 1990 | 1992 | 1994 |
| ---- | ---- | ---- | ---- | ---- | ---- | ---- | ---- | ---- | ---- |
| 831  | 804  | 638  | 593  | 723  | 872  | 360  | 323  | 329  | 329  |

| 1996 | 1998 | 2000 | 2002 | 2004 | 2006 | 2008 | 2010 | 2012 | 2014 |
| ---- | ---- | ---- | ---- | ---- | ---- | ---- | ---- | ---- | ---- |
| 326  | 324  | 318  | 336  | 354  | 393  | 402  | 422  | 406  | 384  |

| 2016 | 2018 | 2020 | 2022 | 2024 | 2026 | 2028 | 2030 | 2032 | 2034 |
| ---- | ---- | ---- | ---- | ---- | ---- | ---- | ---- | ---- | ---- |
| 356  | 372  | 350  | 386  | 375  | -    | -    | -    | -    | -    |

El primer cens és del 1975 després de la fusió d'Estaon i de Ribera de Cardós. Les dades anteriors són dels antics municipis.

## Llocs d'interès
- Pont de Cassibrós
- Santa Maria de Ribera de Cardós
- Santa Eulàlia d'Estaon